# سليمان اليحفوفي
الشيخ سليمان مصطفى اليحفوفي، (1931 - 1987) ، رجل دين شيعي لبناني، ساهم في تأسيس المجلس الإسلامي الشيعي الأعلى مع السيد موسى الصدر، تولى مناصب رسمية (دينية) في الدولة اللبنانية.

## نشأته ودراسته
ولد سنة 1931 ميلادية في قرية نحلة(شمال بعلبك) تلقى دراسته الأولى بين لبنان وسوريا، فدرس في المدرسة الرسمية في بعلبك حتى سنة 1945م حيث نال الشهادة الابتدائية الرسمية.

ودرس سنة 1946 في بيروت بمدرسة حوض الولاية، ثم انتقل إلى حمص فدرس في الكلية الوطنية مدة سنتين، ونال الشهادة التكميلية الرسمية هناك.

## دراسته الدينية
بعدها وفي كانون الثاني سنة 1949 توجّه للنجف الاشرف تلبية لرغبة ملحّة عائليّة للدراسة الدينيّة هناك.
درس المقدمات على أيدي أكابر العلماء حيث لاقى عناية خاصة منهم لأسباب كثيرة، بعض هذه الأسباب يرتبط بصداقات عائلية، وبعضها يرتبط بوضع الحوزة العاملية اللبنانية، فقد تدنّى عدد طلاب الحوزة اللبنانية إلى خمسة عشر طالبًا في الوقت الذي وصل فيه، في حين كان عددهم قبل ذلك يصل إلى حدود المائة.
وبعضها يرتبط بوضعه الدراسي الرسمي حيث لم يسبق أن توجّه في عصره طلاب يتركون الدراسة الرسمية بهذا المستوى، ويتوجهون للدراسة الدينية، وهذا ما حدا بأكابر العلماء اللبنانيين -العامليين- أن يولوه عناية خاصة.
فقد اعتنى به الشيخ محمد تقي الفقيه عناية فائقة، وقدّمه للمرجع الأعلى وقتها الإمام السيد محسن الحكيم..

كما اعتنى به عناية فائقة السيد حسين مكي العاملي، فلقد تجاوز كل الاعتبارات ودرّسه أواخر ألفية ابن مالك، وابن الناظم، وبعضًا من مغني اللبيب لابن هشام، في حين كان يُدرّس -أي السيد حسين مكي- المكاسب والرسائل والكفاية.

واعتنى به كثيرًا الفيلسوف الشيخ محمد جواد الجزائري، فقد أنزله في مدرسته -مدرسة الخليلي الصغرى- وكان يداوم الإشراف على دراسته ويسائله دائمًا عن أحواله وراحته ويوجّهه لما ينبغي أن يفعله.

وفي تلك الأثناء اعترضته مشكلة أصابته بخيبة أمل، إذ تعذّر عليه إكمال دراسة النحو على أساتذة ذلك الوقت لأسباب حوزوية محضة، كالتعطيلات غير المنتظمة والأسفار الكثيرة لهم والغياب غير المعلل، وكادت تلك المشكلة أن تحوّله عن إكمال الدراسة الدينية، وعندها تلطّف السيد حسين مكي فقام-كما تقدم- باحتضانه ودرسَه أواخر الألفية وبعض كتاب مغني اللبيب.

كما احتضنه الشيخ محمد تقي الفقيه ودرّسه المنطق، وهذا الاحتضان جعله يكمل الطريق ويحمل في نفسه أسمى آيات الشكر والامتنان لهما، ولم ينس ذكرهما في كل مجالسه وهما أول أستاذين له وبقيا كذلك.

درس مختصر المعاني على السيد محمد علي الحكيم، وكان زملاؤه في الدرس السيد محمد مهدي الحكيم والسيد محمد سعيد الحكيم نجل الأستاذ.

واستمر الدرس عند الأستاذ سنوات طويلة، حيث شمل معالم الأصول وقسمًا من كفاية الأصول، والرسائل، والقسم الأكبر من المكاسب، وانضم إلى حلقة هذا الدرس السيد جعفر بحر العلوم.

ودرس بعضًا من الكفاية والرسائل على الشيخ محمد تقي الفقيه و السيد حسين مكي، وبعضًا من الرسائل على السيد محمد تقي بحر العلوم.

ودرس قسمًا من الكفاية-الجزء الثاني- على الشيخ محمد تقي آل راضي، ودرس الشرائع على يدي السيد حسين مكي، وقسمًا من المكاسب، ودرس اللمعة على يد الشيخ محمد آل راضي.

وبعد إتمام السطوح حضر دورتين أصوليتين تحت منبر مرجع الطائفة السيد أبو القاسم الخوئي.

وحضر بعض الدورات الفقهية تحت منبرَي السيد محسن الحكيم، والمرجع السيد الخوئي.

وحضر أخيرًا قسمًا من الدِّيَّات تحت منبر السيد شهاب الدين المرعشي النجفي في قم سنتي 1983 - 1984.

### أساتذته
- الشيخ محمد تقي الفقيه
- السيد حسين مكي العاملي
- السيد محسن الحكيم
- السيد أبو القاسم الخوئي
- السيد شهاب الدين المرعشي النجفي
- الشيخ محمد تقي آل راضي
- الشيخ محمد آل راضي
- السيد محمد علي الحكيم

## طلابه
درّس كثيرًا من الطلاب خصوصًا في مدرسة الجزائري -الخليلي الصغرى- عندما جرت فيها محاولة رائدة لفتح صفوف يعقبها امتحانات يترقى الطلاب بموجبها، لكن المحاولة لم تدم طويلاً فعاد يدرس في الحوزة كالمعتاد.

أبرز تلاميذه:
- السيد محمد باقر الحكيم حيث درس عليه المنطق.
- الشيخ عبد الأمير قبلان.

## في لبنان
عاد من العراق في العام 1965 بعد وفاة الشيخ حبيب آل إبراهيم العاملي، وتولى العمل التبليغي والإرشادي مكانه. 
ساهم إلى جانب السيد موسى الصدر وآخرين بتأسيس المجلس الإسلامي الشيعي الأعلى في لبنان وتولى منصب نائب الرئيس في دورته الأولى عام 1968. كما تولى منصب مفتى بعلبك، وكان ناشطا في المجال الاجتماعي والتبليغي فأسس جميعة التوجيه الإسلامي عام 1965.

## نشاطه الاجتماعي
لقد كان الشيخ سليمان اليحفوفي حاضرا على مستوى القضايا الكبرى، فكان يتابع بدقة الأحداث والتطورات ويقوم بدور فاعل في مواجهة المستجدات. والأمر عينه ينطبق على حضوره على مستوى وطنه لبنان.

يضاف إلى ذلك اهتمامه بأمور الناس اليومية دينية واجتماعية وحلّ الكثير مما يواجههم من مشاكل. 

هذا عدا رعايته لمؤسسات جمعية التوجيه الإسلامي التي تطورت بفضل جهوده.

كما كان له تأثير في الجانب العلمي، من الخطب والمحاضرات والمؤتمرات وغيرها.

## كتبه
ترك تراثا فكريا واسعا ومتنوعا، نخص منه بالذكر كتبه، وبحوثه التي ألقيت في المؤتمرات الكبرى:
- منها: كتاب (( الضمان الاجتماعي في الإسلام وأثره الوقائي ضد الجريمة )). وقد انطلقت فكرة هذا الكتاب من خلال مشاركته في (( ندوة الدفاع الاجتماعي والسياسة الجنائية )) التي أقيمت في الرباط – المغرب – بتاريخ 11 أيار 1981 م، والتي دعت إليها (( الأمانة العامة للمنظمة العربية للدفاع ضد الجريمة )) المنبثقة عن جامعة الدول العربية.
- ومنها: كتاب ضمان الجنس في الإسلام.
- ومنها: كتاب مخطوط ولكنه غير مكتمل، وهو بعنوان (( ضمان الحق )).

### الأبحاث
- ومنها: بحث بعنوان (( علم الإمام علي بن موسى الرضا ( ع ) ))، ألقاه في المؤتمر العالمي للإمام الرضا ( ع )، في طهران عام 1404 هـ.
- ومنها: بحث ((أولو الأمر ))، ألقاه في المؤتمر العالمي الثاني لأئمة الجمعة والجماعة، في طهران.
- ومنها: بحث (( تساوي القوي والضعيف في نهج البلاغة)) ، ألقاه في مؤتمر نهج البلاغة العالمي الثالث، في طهران عام 1983 م.
- ومنها: بحث (( مصادر نهج البلاغة ))، ألقاه في مؤتمر نهج البلاغة العالمي الرابع في طهران عام 1984م.

## ما قيل فيه
قال عنه في معجم رجال الفكر: عالم فاضل، كاتب جليل، متواضع حسن المعشر عذب البيان.

## وفاته
توفي في بعلبك يوم الاثنين 30 حزيران 1987 ودفن في دار الأيتام ببعلبك.